# La Chapelle-sous-Orbais
Pour les articles homonymes, voir La Chapelle et Orbais.
La Chapelle-sous-Orbais est une commune française, située dans le département de la Marne en région Grand Est. Elle fait partie de la région naturelle de la Brie champenoise.
Commune rurale, hors attraction des villes, La Chapelle-sous-Orbais est membre de la communauté de communes des Paysages de la Champagne, à qui elle a transféré un certain nombre de compétences (notamment en matière d'eau et de déchets).
Au dernier recensement de 2022, la commune comptait 57 habitants appelés Chapellois et Chapelloises.
Son patrimoine architectural comprend notamment son église, dédiée à Saint-Pierre.

## Géographie

### Localisation
La Chapelle-sous-Orbais se trouve au sud-ouest du département de la Marne, en région Grand Est. La commune appartient à la région agricole de la Brie champenoise.
La commune de La Chapelle-sous-Orbais s'étend sur une superficie de 1 454 hectares. Sur son territoire, l'altitude varie de 205 à 235 mètres.
Par la route, La Chapelle-sous-Orbais se situe à 51 km de Châlons-en-Champagne, préfecture, à 26 km d'Épernay, sous-préfecture, et à 26 km de Dormans, bureau centralisateur du canton de Dormans-Paysages de Champagne dont dépend La Chapelle-sous-Orbais depuis 2015. La commune fait en outre partie du bassin de vie d'Épernay.
La Chapelle-sous-Orbais est limitrophe de 8 communes :
|             | Orbais-l'Abbaye         | Suizy-le-Franc, Corribert |
| Margny      | La Chapelle-sous-Orbais | La Caure                  |
| Janvilliers | Fromentières            | Champaubert               |

### Hydrographie
La commune est dans la région hydrographique « la Seine de sa source au confluent de l'Oise (exclu) » au sein du bassin Seine-Normandie. Elle est drainée par la Verdonnelle, le cours d'eau 01 de la commune d'Orbais-L'Abbaye, le Fossé 01 de la Fontaine Noire, le Fossé 01 de l'Étang de la Chapelle, le Fossé 01 du Bois de la Butte et le Fossé 01 du Bois de la Demoiselle,.
La Verdonnelle, d'une longueur de 26 km, prend sa source dans la commune de Champaubert et se jette dans la Dhuis à Montigny-lès-Condé, après avoir traversé neuf communes.
Deux plans d'eau complètent le réseau hydrographique : Derrière le Bois Duhat (0 ha) et l'étang de la Croix Marotte (5 ha),.

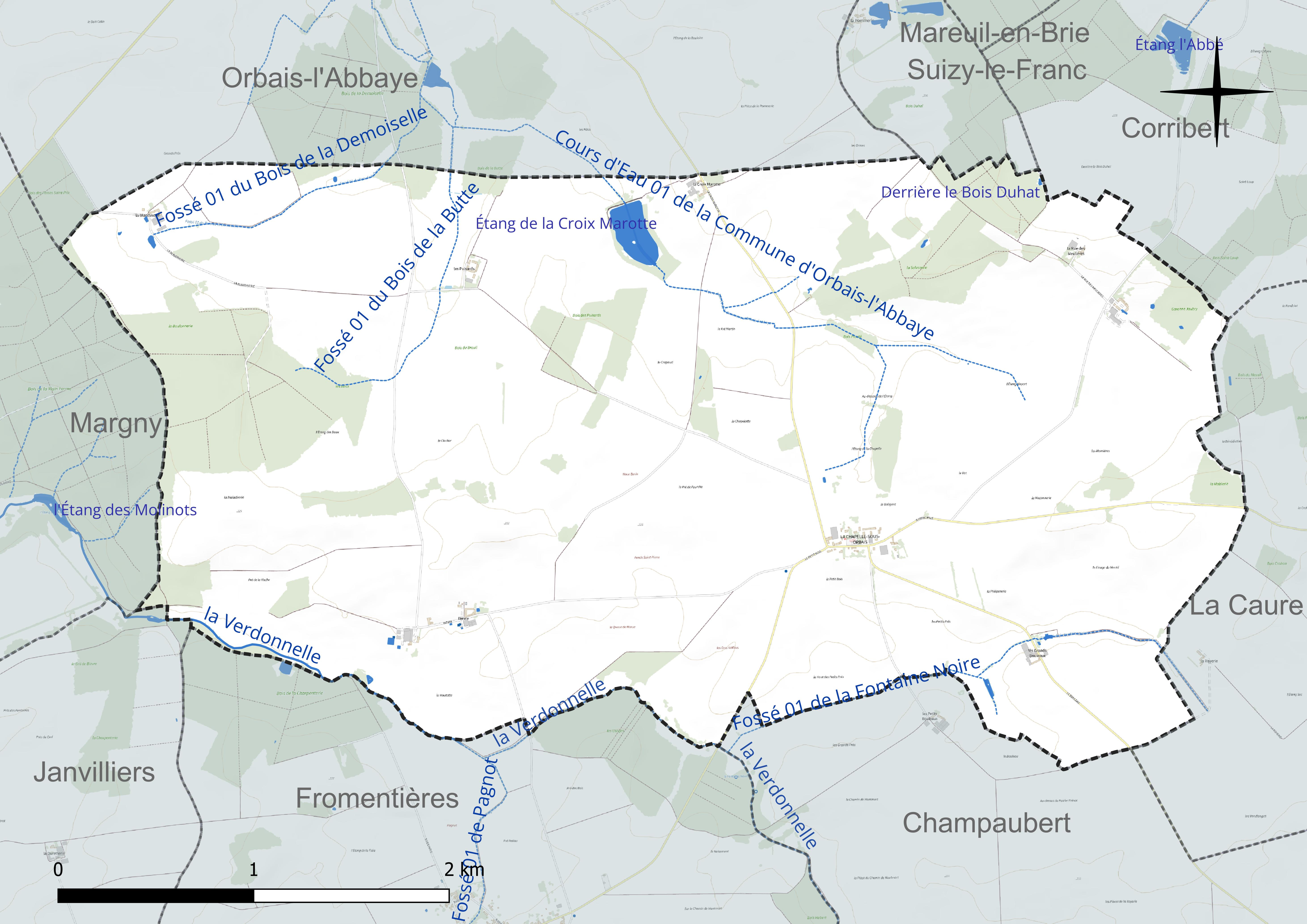
Réseau hydrographique de la Chapelle-sous-Orbais.

### Climat
Pour des articles plus généraux, voir Climat du Grand Est et Climat de la Marne.
En 2010, le climat de la commune est de type climat océanique dégradé des plaines du Centre et du Nord, selon une étude du Centre national de la recherche scientifique s'appuyant sur une série de données couvrant la période 1971-2000. En 2020, Météo-France publie une typologie des climats de la France métropolitaine dans laquelle la commune est exposée à un climat océanique altéré et est dans la région climatique  Nord-est du bassin Parisien, caractérisée par un ensoleillement médiocre, une pluviométrie moyenne régulièrement répartie au cours de l’année et un hiver froid (3 °C).
Pour la période 1971-2000, la température annuelle moyenne est de 10,4 °C, avec une amplitude thermique annuelle de 15,8 °C. Le cumul annuel moyen de précipitations est de 796 mm, avec 11,8 jours de précipitations en janvier et 7,8 jours en juillet. Pour la période 1991-2020, la température moyenne annuelle observée sur la station météorologique de Météo-France la plus proche, « Esternay-Man », sur la commune d'Esternay à 23 km à vol d'oiseau, est de 10,9 °C et le cumul annuel moyen de précipitations est de 780,5 mm. 
La température maximale relevée sur cette station est de 42,5 °C, atteinte le 25 juillet 2019 ; la température minimale est de −25 °C, atteinte le 14 février 1956,,.
Les paramètres climatiques de la commune ont été estimés pour le milieu du siècle (2041-2070) selon différents scénarios d'émission de gaz à effet de serre à partir des nouvelles projections climatiques de référence DRIAS-2020. Ils sont consultables sur un site dédié publié par Météo-France en novembre 2022.

### Milieux naturels et biodiversité
L'Inventaire national du patrimoine naturel (INPN) recense 327 espèces sur le territoire de la commune, dont 11 espèces protégées et 4 espèces menacées.
La Chapelle-sous-Orbais ne compte aucune zone naturelle d'intérêt écologique, faunistique et floristique (ZNIEFF) ou autre espace naturel protégé sur son territoire.

## Urbanisme

### Typologie
Au 1er janvier 2024, La Chapelle-sous-Orbais est catégorisée commune rurale à habitat très dispersé, selon la nouvelle grille communale de densité à sept niveaux définie par l'Insee en 2022.
Elle est située hors unité urbaine et hors attraction des villes,.

### Occupation des sols
L'occupation des sols de la commune, telle qu'elle ressort de la base de données européenne d’occupation biophysique des sols Corine Land Cover (CLC), est marquée par l'importance des territoires agricoles (86,4 % en 2018), une proportion sensiblement équivalente à celle de 1990 (87 %). La répartition détaillée en 2018 est la suivante : terres arables (80,8 %), forêts (13,6 %), zones agricoles hétérogènes (3,1 %), prairies (2,5 %).
L'évolution de l’occupation des sols de la commune et de ses infrastructures peut être observée sur les différentes représentations cartographiques du territoire : la carte de Cassini (XVIIIe siècle), la carte d'état-major (1820-1866) et les cartes ou photos aériennes de l'IGN pour la période actuelle (1950 à aujourd'hui).

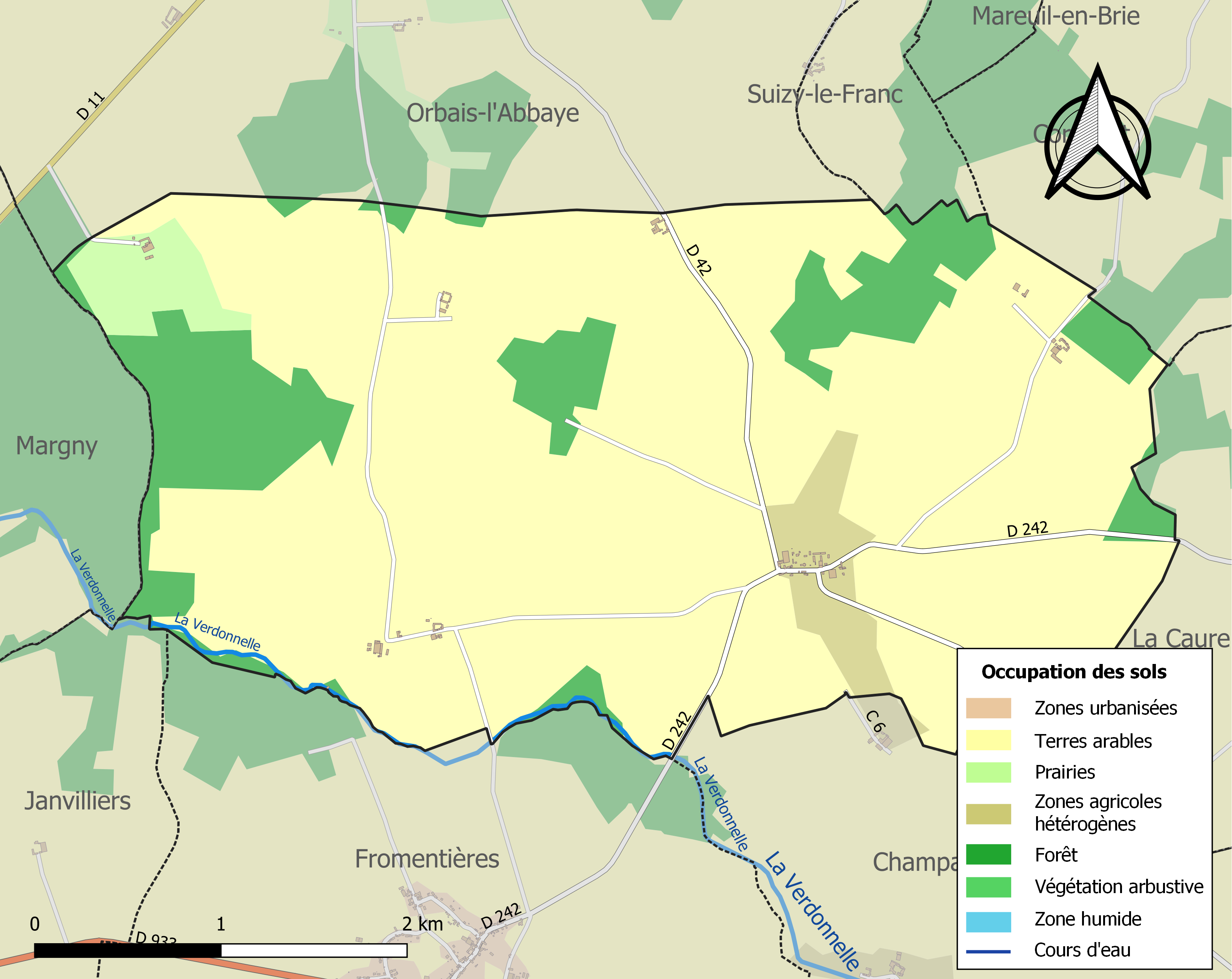
Carte des infrastructures et de l'occupation des sols de la commune en 2018 (CLC).

### Lieux-dits, hameaux et écarts
Outre le petit village de La Chappelle-sous-Orbais, la commune comprend les fermes et écarts suivants : Bièvre, la Blandinerie, la Croix Marotte, les Grands Bouleaux, les Puisards et la Rue des Meulières.

### Planification
Les règles d'urbanisme sur le territoire de La Chapelle-sous-Orbais sont déterminées par le schéma de cohérence territoriale d'Épernay et sa Région (SCoTER) approuvé le 5 décembre 2018 et par le règlement national d'urbanisme prévu par le Code de l'urbanisme.

### Habitat et logement
En 2021, La Chapelle-sous-Orbais compte 19 logements. Ces logements sont uniquement des maisons ; la commune ne comptant aucun appartement. En raison de la prévalence des maisons, les résidences principales de La Chapelle-sous-Orbais disposent en moyenne de 5,9 pièces.
Le tableau ci-dessous présente une comparaison de quelques indicateurs chiffrés du logement pour La Chapelle-sous-Orbais, la communauté de communes des Paysages de la Champagne (CCPC), le département de la Marne et la France entière :
|                                                            | La Chapelle-sous-Orbais | CCPC   | Marne   | France     |
| ---------------------------------------------------------- | ----------------------- | ------ | ------- | ---------- |
| Ensemble des logements                                     | 19                      | 11 470 | 300 919 | 37 155 918 |
| Part des résidences principales (en %)                     | 94,7                    | 80,9   | 87,5    | 82,2       |
| Part des résidences secondaires (en %)                     | 5,3                     | 5,8    | 3,4     | 9,7        |
| Part des logements vacants (en %)                          | 0,0                     | 13,4   | 9,1     | 8,1        |
| Part des propriétaires de leur résidence principale (en %) | 83,3                    | 76,4   | 52,2    | 57,5       |

À La Chapelle-sous-Orbais, en 2021, 94,7 % des logements sont des résidences principales, 5,3 % des résidences secondaires et 0 % des logements vacants. Par ailleurs, 83,3 % des ménages sont propriétaires de leur résidence principale. La Chapelle-sous-Orbais se démarque alors par l'absence de logements vacants et par un nombre supérieur à la moyenne de ménages propriétaires de leur résidence principale.
Parmi les 18 résidences principales construites avant 2019, 50 % avaient été construites avant 1919, 11,1 % entre 1919 et 1945, aucune entre 1946 et 1970, 22,2 % entre 1971 et 1990, aucune entre 1991 et 2005 et 16,7 % entre 2006 et 2018.
Le tableau ci-dessous présente l'évolution du nombre de logements sur le territoire de la commune, par catégorie, depuis 1968 :
|                        | 1968 | 1975 | 1982 | 1990 | 1999 | 2010 | 2015 | 2021 |
| ---------------------- | ---- | ---- | ---- | ---- | ---- | ---- | ---- | ---- |
| Résidences principales | 17   | 14   | 15   | 15   | 16   | 17   | 18   | 18   |
| Résidences secondaires | 1    | 2    | 0    | 0    | 2    | 2    | 1    | 1    |
| Logements vacants      | 7    | 5    | 4    | 1    | 0    | 1    | 2    | 0    |
| Total                  | 25   | 21   | 19   | 16   | 18   | 20   | 21   | 19   |

### Voies de communication et transports
La Chapelle-sous-Orbais est traversée par la route départementale 42, entre Champaubert au sud-est et Orbais-l'Abbaye au nord-ouest, et la route départementale 242, entre Fromentières au sud-ouest et La Caure à l'est. Ces routes permettent d'accéder aux principaux axes routiers locaux : la route départementale 933 (ex-RN33) reliant Montmirail et Châlons-en-Champagne et la route départemntale 951 (ex-RN51) reliant Épernay et Sézanne.

### Risques naturels et technologiques
Le territoire de La Chapelle-sous-Orbais est vulnérable à différents risques naturels. La commune n'est toutefois pas dans l'obligation d'élaborer et publier un document d'information communal sur les risques majeurs, ni un plan communal de sauvegarde.
La commune est concernée par les risques de mouvements de terrain et les risques d'inondation par remontée de nappe. La commune a fait l'objet d'un arrêté reconnaissant l'état de catastrophe naturelle à ce titre en 1999.
La Chapelle-sous-Orbais est affectée par le phénomène de retrait-gonflement des argiles (risque important). Le risque sismique est très faible sur son territoire. De même, le potentiel radon de la commune est faible.
Aucun risque technologique n'est identifié sur son territoire.

## Toponymie
Le nom de la localité est attesté sous les formes Capella in Bria (1405) ; Capella in Brya (1542) ; Luceval (1794) ; La Chapelle-sur ou sous-Orbais (1860).

La Chapelle pourrait faire référence à l'église Saint-Pierre-Saint-Paul est construite à la fin du XIIe siècle et au début du XIIIe siècle par Jean d'Orbais.
La commune se trouve au au sud du village d'Orbais-l'Abbaye (simplement « Orbais » avant 1988).

## Histoire
Avant la Révolution, la cure (paroisse) du village est à la nomination et présentation (droit de patronage) des abbés et religieux de l'abbaye d'Orbais qui jouissent de la moitié de la grosse dixme et des deux tiers des menues dixmes en qualité de curés primitifs ; l'autre moitié de la grosse et le tiers des menues dixmes ayant été abandonnés au prêtre qui administre la cure en qualité de vicaire perpétuel.
| Durant la Révolution, pour suivre le décret de la Convention du 25 vendémiaire an II invitant les communes ayant des noms pouvant rappeler les souvenirs de la royauté, de la féodalité ou des superstitions, à les remplacer par d'autres dénominations, la commune change de nom pour Luceval. |

## Politique et administration

### Rattachements administratifs et électoraux

#### Rattachements administratifs
La commune se trouve dans l'arrondissement d'Épernay au sein du département de la Marne et de la région Grand Est.  
Elle faisait partie depuis 1793 du canton de Montmort-Lucy. Dans le cadre du redécoupage cantonal de 2014 en France, cette circonscription administrative territoriale a disparu, et le canton n'est plus qu'une circonscription électorale.

#### Rattachements électoraux
Pour les élections départementales, la commune fait partie depuis 2014 du canton de Dormans-Paysages de Champagne.
Pour l'élection des députés, elle fait partie de la troisième circonscription de la Marne.

### Intercommunalité
La Chapelle-sous-Orbais était membre de la communauté de communes de la Brie des Étangs, un établissement public de coopération intercommunale (EPCI) à fiscalité propre créé en 2003 et auquel la commune avait transféré un certain nombre de ses compétences, dans les conditions déterminées par le Code général des collectivités territoriales.
Dans le cadre des dispositions de la loi portant nouvelle organisation territoriale de la République du 7 août 2015, qui prévoit que les établissements publics de coopération intercommunale (EPCI) à fiscalité propre doivent avoir un minimum de 15 000 habitants, cette intercommunalité a fusionné avec ses voisines pour former, le 1er janvier 2017, la communauté de communes des Paysages de la Champagne, dont est désormais membre la commune.
La Chapelle-sous-Orbais n'est membre d'aucune autre intercommunalité.

### Liste des maires
| Période                                  | Période                      | Identité       | Étiquette | Qualité |
| ---------------------------------------- | ---------------------------- | -------------- | --------- | ------- |
| Les données manquantes sont à compléter. |                              |                |           |         |
| avant 1981                               | ?                            | Georges Grivot |           |         |
| 1989                                     | 2014                         | François Petit |           |         |
| 2014                                     | En cours (au 4 juillet 2014) | Jérôme Grivot  |           |         |

### Jumelages
Au 1er janvier 2023, La Chapelle-sous-Orbais n'est jumelée avec aucune ville.

## Équipements et services publics

### Eau et déchets
L'approvisionnement en eau potable et l'assainissement des eaux usées sont des compétences de la communauté de communes des Paysages de la Champagne. La commune de La Chapelle-sous-Orbais est alimentée en eau potable par les captages du Thoult-Trosnay. La production et la distribution d'eau potable font l'objet d'une délégation de service public confiée à Suez jusqu'en 2029. L'assainissement y est non collectif et assuré en régie par la communauté de communes.
La communauté de communes est également compétente en matière de déchets. La collecte des ordures ménagères résiduelles et des déchets recyclables est réalisée en porte à porte. La communauté de commune adhérant au syndicat de valorisation des ordures ménagères de la Marne (SYVALOM), ces déchets sont amenés au centre de transfert départemental de Pierry puis valorisés sur le site de La Veuve. La collecte du verre et des textiles se fait en apport volontaire. La communauté de communes met par ailleurs six déchèteries à disposition de ses habitants, accessibles après création d'une carte d'accès : à Châtillon-sur-Marne, Damery-Venteuil, Fèrebrianges, Mareuil-le-Port, Montmort-Lucy et Trélou-sur-Marne.

### Enseignement
La Chapelle-sous-Orbais fait partie de l'académie de Reims.
Les enfants de La Chapelle-sous-Orbais sont accueillis au sein des écoles de Montmort-Lucy. Installées rue de la Libération, les écoles sont fréquentées par 49 élèves de maternelle et 90 élèves d'élémentaire (chiffres 2024-2025)
Les jeunes de La Chapelle-sous-Orbais sont ensuite rattachés au collège Lucie Aubrac de Montmort-Lucy et au lycée La Fontaine du Vé de Sézanne.

### Postes et télécommunications
Les bureaux de poste le plus proches sont les agences postales communales d'Orbais-l'Abbaye et de Montmort-Lucy. Aucune boîte aux lettres de La Poste ne se trouve sur le territoire de la commune.

### Justice, sécurité et secours
Du point de vue judiciaire, La Chapelle-sous-Orbais relève du conseil de prud'hommes d'Épernay, du tribunal de commerce de Reims, du tribunal judiciaire, du tribunal paritaire des baux ruraux et du tribunal pour enfants de Châlons-en-Champagne, dans le ressort de la cour d'appel de Reims. Pour le contentieux administratif, la commune dépend du tribunal administratif de Châlons-en-Champagne et de la cour administrative d'appel de Nancy.
La Chapelle-sous-Orbais est située en secteur Gendarmerie nationale et dépend de la brigade d'Étoges.
En matière d'incendie et de secours, le centre d'incendie et de secours le plus proche est celui de Montmort, rattaché au Service départemental d'incendie et de secours (SDIS) de la Marne.

## Population et société

### Démographie
L'évolution du nombre d'habitants est connue à travers les recensements de la population effectués dans la commune depuis 1793. Pour les communes de moins de 10 000 habitants, une enquête de recensement portant sur toute la population est réalisée tous les cinq ans, les populations de référence des années intermédiaires étant quant à elles estimées par interpolation ou extrapolation. Pour la commune, le premier recensement exhaustif entrant dans le cadre du nouveau dispositif a été réalisé en 2004.

En 2022, la commune comptait 57 habitants, en évolution de +5,56 % par rapport à 2016 (Marne : −1,19 %, France hors Mayotte : +2,11 %).
| 1793 | 1800 | 1806 | 1821 | 1831 | 1836 | 1841 | 1846 | 1851 |
| ---- | ---- | ---- | ---- | ---- | ---- | ---- | ---- | ---- |
| 170  | 154  | 146  | 148  | 176  | 194  | 145  | 146  | 145  |

| 1856 | 1861 | 1866 | 1872 | 1876 | 1881 | 1886 | 1891 | 1896 |
| ---- | ---- | ---- | ---- | ---- | ---- | ---- | ---- | ---- |
| 147  | 142  | 148  | 128  | 107  | 111  | 123  | 117  | 117  |

| 1901 | 1906 | 1911 | 1921 | 1926 | 1931 | 1936 | 1946 | 1954 |
| ---- | ---- | ---- | ---- | ---- | ---- | ---- | ---- | ---- |
| 121  | 127  | 123  | 129  | 113  | 115  | 103  | 85   | 102  |

| 1962 | 1968 | 1975 | 1982 | 1990 | 1999 | 2004 | 2006 | 2009 |
| ---- | ---- | ---- | ---- | ---- | ---- | ---- | ---- | ---- |
| 86   | 72   | 53   | 55   | 56   | 46   | 42   | 40   | 51   |

| 2014 | 2019 | 2022 | - | - | - | - | - | - |
| ---- | ---- | ---- | - | - | - | - | - | - |
| 54   | 54   | 57   | - | - | - | - | - | - |

### Cultes
Pour le culte catholique, La Chapelle-sous-Orbais dépend de la paroisse Saint-Alpin - Le Surmelin, au sein du diocèse de Châlons-en-Champagne.

### Médias
La presse écrite régionale comprend le quotidien L'Union et l'hebdomadaire L'Hebdo du vendredi.
Parmi les stations de radio locales, il est possible de citer Ici Champagne-Ardenne et Champagne FM.

## Économie

### Revenus de la population et fiscalité
Pour des raisons de secret statistique, le revenu disponible par unité de consommation et le taux de pauvreté à La Chapelle-sous-Orbais ne sont pas communiqués par l'Insee.

### Emploi
La Chapelle-sous-Orbais appartient à la zone d'emploi d'Épernay.
En 2021, le taux d'activité des 15-64 ans est de 87,5 %, supérieur à celui de la communauté de communes (79,7 %), du département (74 %) et de la France métropolitaine (74,9 %). Pour cette même catégorie de population, le taux de chômage est de 3,6 % contre 8 % pour la communauté de communes, 12,1 % pour la Marne et 11,7 % pour la France métropolitaine.
En 2021, La Chapelle-sous-Orbais compte 22 emplois, dont 45,3 % de salariés et 54,7 % de non-salariés. Avec 30 actifs y résidant, la commune a alors un indicateur de concentration d'emploi de 73,2. Dans les faits, 33,3 % des actifs résidant à La Chapelle-sous-Orbais y travaillent tandis que 66,7 % travaillent dans une autre commune.

### Entreprises et agriculture
En 2022, la commune compte 8 établissements économiquement actifs (hors agriculture).
En 2020, La Chapelle-sous-Orbais compte 10 exploitations agricoles, pour une surface agricole utilisée de 1 639 hectares et 14 emplois à temps plein. Selon l'Agreste, la production agricole de la commune est spécialisée dans les grandes cultures.

## Culture locale et patrimoine

### Lieux et monuments

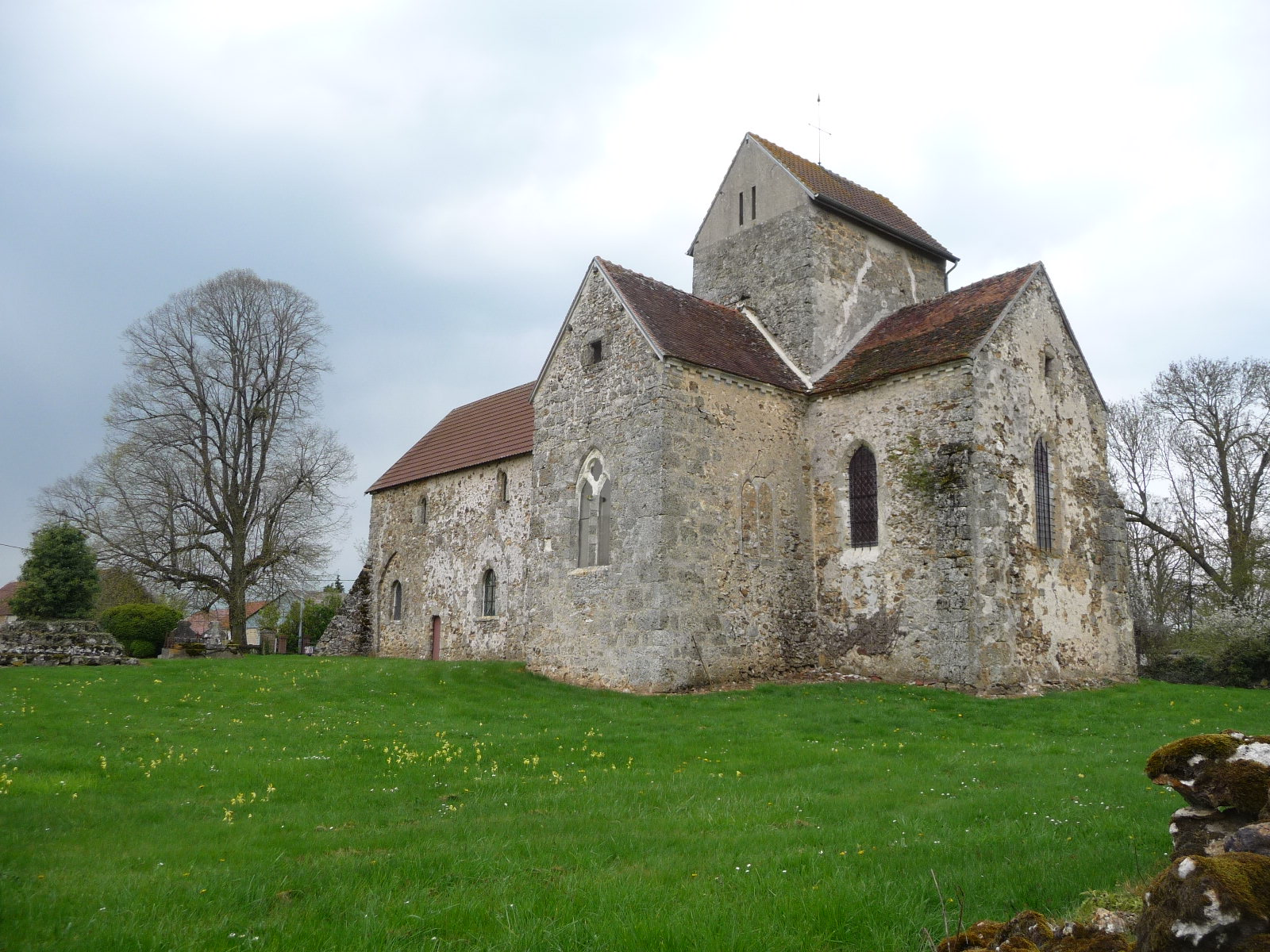
L'église.

Le principal monument de la commune est l'église Saint-Pierre, datée du XIIIe siècle. Elle est remaniée à la fin du XVIIIe siècle, car trop grande : ses bas-côtés sont détruits et leurs arches sont comblées.